# Fouke, Arkansas
Fouke là một thành phố thuộc quận Miller, tiểu bang Arkansas, Hoa Kỳ. Năm 2010, dân số của thành phố này là 859 người.

## Dân số
- Dân số năm 2000: 814 người.
- Dân số năm 2010: 859 người.